# Canzona
Canzona (z italského canzone, píseň) byla v 16. a 17. století vícehlasá vokální skladba vzniklá zhudebněním literární kancóny, v 15. a 16. století také samostatná instrumentální skladba. Původně byla odvozena z francouzského a nizozemského polyfonního šansonu a historicky se prolínala s madrigalem, později byla komponována samostatně. Instrumentální, například žesťové canzony Giovanni Gabrieliho i klávesové canzony Girolama Frescobaldiho významně ovlivnily fugu. Z Itálie se rozšířila do okolních zemí, zejména do Německa.